# Димитър Гешов
 Тази статия е за генерала.  За възрожденския деец вижте Димитър Гешов (търговец).  
Димитър Иванов Гешов е български офицер (генерал от пехотата), командир на 2-ра пехотна тракийска дивизия през Балканската и Междусъюзническата война.

## Биография
Димитър Гешов е роден на 14 септември 1860 г. в Свищов. Взема участие в Руско-турската война (1877 – 1878) като доброволец в 55-и пехотен подолски полк. След Освобождението, през 1880 г. завършва Одеското военно училище. Служи в Орханийска №11 пеша дружина и Свищовска № 15 пеша дружина.

### Сръбско-българска война (1885)
През Сръбско-българска война (1885) е ротен командир в 11-а рота от 3-ти пехотен бдински полк и участва в боевете при Брезник и Пирот.
През 1890 г. е назначен като помощник на главния ревизор в Министерството на войната. По-късно командва 3-ти пехотен резервен полк, на 2 май 1902 г. е произведен в чин полковник и от същата година командва 4-ти пехотен плевенски полк, след което е назначен за командир на 1-ва бригада от 2-ра пехотна тракийска дивизия.

### Балкански войни (1912 – 1913)
През Балканската война (1912 – 1913) командва поверената му бригада, а от 24 декември 1912 г. е началник на самата 2-ра пехотна тракийска дивизия. Командва дивизията в битката при Криволак, като за особено бойно отличие на 22 юни 1913 г. е произведен в чин генерал-майор. През Междусъюзническата война (1913) с дивизията си участва в боевете при Криволак и Неготин, а след това заедно със 7-а пехотна рилска дивизия – в отбранителните боеве при Калиманци.

### Първа световна война (1915 – 1918)
През Първата световна война (1915 – 1918) продължава да командва 2-ра дивизия, а от 11 септември 1916 до декември 1917 командва 1-ва отделна армия. На 22 март 1916 г. е награден с османски медал „За бойни заслуги“, на 11 май 1917 г. с орден „Меджидие“, а на 4 октомври 1917 г. със сребърен орден „Лиякат“. На 20 май 1917 г. е произведен в чин генерал-лейтенант. През 1918 по здравословни причини напуска фронта и е назначен за началник на Моравската военноинспекционна област. През 1919 г. е на лечение в Мюнхен, завръща се по-късно същата година и назначен за инспектор на пограничните войски. В края на 1919 г. е уволнен от армията и е произведен в чин генерал от пехотата.
След Солунското примирие при демобилизацията на армията заема длъжността инспектор на Пограничната стража. След Ньойския договор, на 1 юли 1919 г. е произведен в чин генерал от пехотата и излиза в запаса.
Генерал от пехотата Димитър Гешов умира на 8 януари 1922 г. в София.

## Семейство
Димитър Гешов е женен и има 1 дете.

## Военни звания
- Подпоручик (8 октомври 1880)
- Поручик (30 август 1883)
- Капитан (24 март 1886)
- Майор (2 август 1889)
- Подполковник (2 август 1893)
- Полковник (20 май 1902)
- Генерал-майор (22 юни 1913)
- Генерал-лейтенант (20 май 1917)
- Генерал от пехотата (1 юли 1919)

## Награди
- Орден „За храброст“ III степен, 2-ри клас
- Орден „Св. Александър“ II степен с мечове по средата, IV и V степен без мечове
- Народен орден „За военна заслуга“ II, III и IV степен на обикновена лента
- Народен орден „За военна заслуга“ I степен с военно отличие (1919)
- Орден „За заслуга“ на военна лента
- Германски орден „Железен кръст“ I и II степен
- Медал „За бойни заслуги“, Османска империя (22 март 1916)
- Орден „Меджидие“, Османска империя (11 май 1917)
- Сребърен орден „Лиякат“, Османска империя (4 октомври 1917)